# Епархия Ипьялеса
Епархия Ипьялеса (лат. Dioecesis Caldensis) — епархия Римско-Католической церкви с центром в городе Ипьялес, Колумбия. Епархия Ипьялеса входит в митрополию Попаяна. Кафедральным собором епархии Ипьялеса является церковь святого Петра. В семи километрах от Ипьялеса находится известная церковь Ла-Лахас, являющаяся центром паломничества колумбийских католиков.

## История
23 сентября 1964 года Римский папа Иоанн Павел II выпустил буллу «Cunctis in orbe», которой учредил епархию Ипьялеса, выделив её из епархии Пасто. В этот же день епархия Ипьялеса вошла в митрополию Попаяна.

## Ординарии епархии
- епископ Miguel Angel Arce Vivas (31.10.1964 — 7.04.1965) — назначен архиепископом Попаяна;
- епископ Alonso Arteaga Yepes (24.07.1965 — 25.10.1985) — назначен епископом Эспиналя;
- епископ Ramón Mantilla Duarte C.SS.R.[1] (25.10.1985 — 16.01.1987);
- епископ Gustavo Martínez Frías (16.01.1987 — 18.03.1999) — назначен архиепископом Нуэва-Памплоны;
- епископ Arturo de Jesús Correa Toro (29.01.2000 — по настоящее время).

## Источник
- Annuario Pontificio, Libreria Editrice Vaticana, Città del Vaticano, 2003, ISBN 88-209-7422-3
- Булла Cunctis in orbe  (лат.)